# Triphasia trifoliata
Espèce
Classification phylogénétique
L'Orangine (Triphasia trifoliata) syn. T. aurantifolia Burm.f. ou Limonia trifolia Lour. est un arbre de la famille des Rutacées originaire des régions tropicales d'Asie du Sud-Est. C'est un très proche parent des agrumes.

## Description
C'est un arbuste à feuillage persistant dépassant rarement 3 à 4 mètres, il possède des feuilles trifoliées vert-sombre portées par une tige épineuse. M. J. Clarté (1892) le nomme Citronnier féroce.
Les fleurs sont blanches, parfumées et précèdent l'arrivée de fruits comestibles de 10 à 15 mm, semblables à une petite orange de couleur rouge.

## Culture
L'arbuste est cultivé dans son aire d'origine et dans les îles du Pacifique pour ses fruits comestibles où il s'est naturalisé. 
Sensible au gel, sa mise en place dans un jardin ornemental ou fruitier en climat tempéré ne peut se concevoir que dans les endroits les plus abrités du littoral méditerranéen (zone 9b).
Cette plante constitue une menace pour certains milieux insulaires fragiles, notamment à la Réunion où il est classé envahissant et en Polynésie française, où elle pourrait devenir une peste végétale dans les prochaines années. Il est cultivé en Guyane.

## Utilisation
Intéressant pour sa floraison parfumée, rappelant sa proche parenté avec l'Oranger ainsi que pour ses fruits intermédiaires entre un citron et une cerise, il peut être palissé contre un mur (bénéficiant ainsi d'une meilleure inertie thermique), taillé en forme de petit arbre ou bien laissé avec sa forme naturelle. Sa croissance lente le prédestine à la culture en pot ou conteneur, facilitant alors son déplacement en vue d'un hivernage en serre ou véranda.

## Culture
Multiplication par semis, par greffage sur Poncirus ou par boutures semi-ligneuse (avec hormone de bouturage et de préférence chaleur de fond).

## Galerie

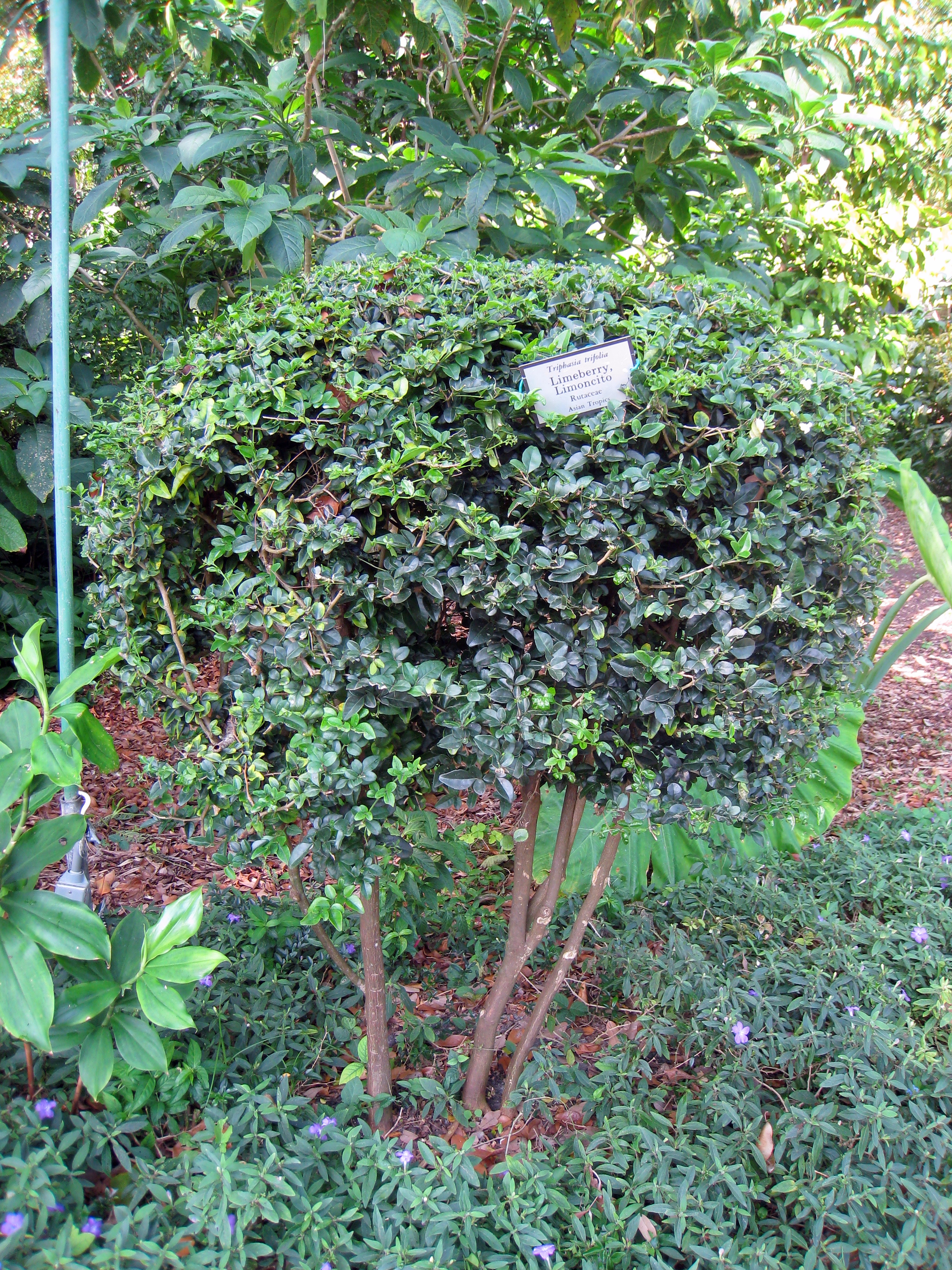
Vue générale.
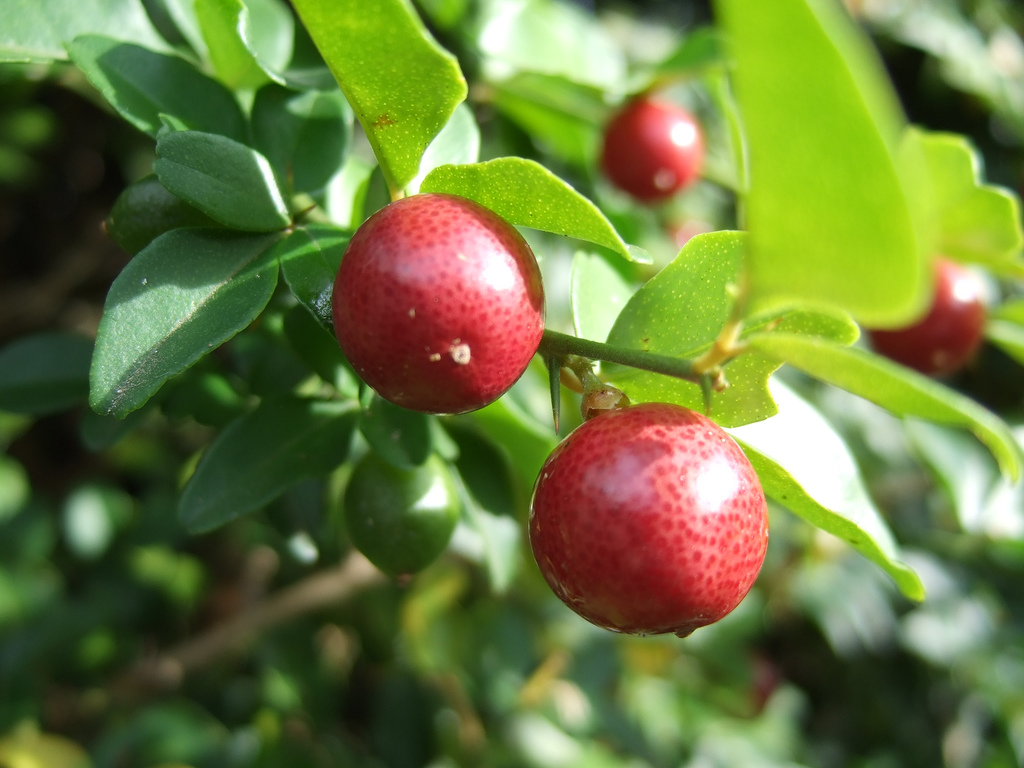
Détail des fruits.